# Желько Лучич
Желько Лучич (серб. Жељко Лучић; нар. 24 лютого 1968, Зренянин, СФРЮ) — сербський оперний співак (баритон).
Музичним педагогом Желько Лучича була сербська оперна співачка (мецо-сопрано) Бісерка Цвеїч.